# Cyclolabellus pertenuis
Cyclolabellus pertenuis är en stekelart som beskrevs av Heinrich 1974. Cyclolabellus pertenuis ingår i släktet Cyclolabellus och familjen brokparasitsteklar. Inga underarter finns listade i Catalogue of Life.